# Day Trip
Day Trip is een muziekalbum van de Amerikaanse gitarist Pat Metheny. Metheny werkt hier samen met:
- Christian McBride – basgitaar
- Antonio Sanchez – slagwerk.

## Composities
Allen van Metheny:
1. Son of thirteen (5:49)
2. At last you’re here (7:59)
3. Let’s move (5:22)
4. Snova (5:56)
5. Calvin’s keys (7:25)
6. Is this America? (4:34)
7. When we were free (9:00)
8. Dreaming trees (7:46)
9. The red one (4:47)
10. Day trip (9:03)